# Cas Banesto

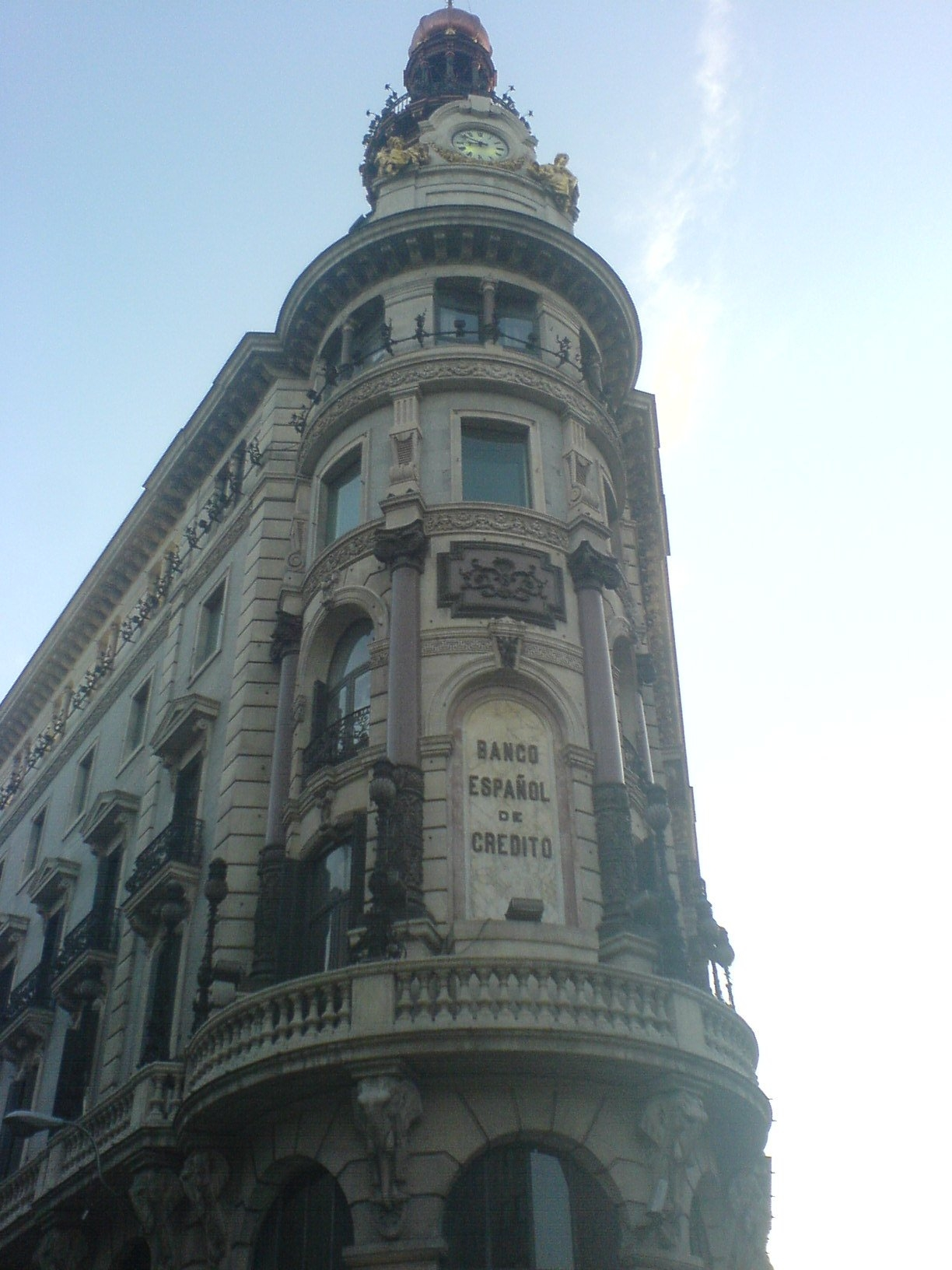
Seu central de Banesto a Madrid.

L'anomenat cas Banesto fa referència a una trama de corrupció empresarial en aquesta societat financera espanyola, esclata a finals de 1993 i que va acabar amb la condemna judicial dels aleshores responsables del banc, amb el seu president Mario Conde al cap.

## Intervenció del banc
L'existència d'un forat patrimonial de 3.636 milions d'euros (605.000 milions de pessetes) va portar el 28 de desembre de 1993 al Banc d'Espanya a intervenir Banesto i destituir el que fins aleshores era president de l'entitat, Mario Conde, i tot el seu consell d'administració, sense donar per bona una projectada ampliació de capital suport del banc nord-americà JP Morgan & Co

## Antecedents
Mario Conde, màxim dirigent del banc, havia apostat en els anys previs a la intervenció per una estratègia de creixement de l'entitat mitjançant l'expansió dels crèdits, en un moment en què la morositat bancària creixia a un gran ritme. El 1993, uns mesos abans de la intervenció la inspecció del Banc d'Espanya havia detectat un desfasament patrimonial proper als 450.000 milions de pessetes (2.704 milions d'euros). Les autoritats del Banc d'Espanya havien intentat negociar un pla de sanejament. Mario Conde, de forma desesperada, va tractar de salvar el banc amb l'ajuda de l'entitat nord-americana JP Morgan mitjançant una ampliació de capital.

## Adjudicació
Després de la intervenció, un equip de gestors procedents del BBV, encapçalat per Alfredo Sáenz, va assumir inicialment el control del banc i es va encarregar d'executar un pla de sanejament. El 25 d'abril de 1994, el Grupo Santander guanya el BBV i Argentaria en la subhasta organitzada per adjudicar el banc i es queda amb el 73,4% de Banesto per 280.000 milions de pessetes (1.682 millones d'euros), convertint-se en el banc més gran d'Espanya.

## Durant 1994
- La Borsa va valorar les accions de Banesto a 855 pessetes (5,14 €) quan tornen a cotitzar, després de la intervenció, l'1 de febrer, molt per sobre del previst pels seus nous gestors.
- El Parlament va crear una comissió d'investigació davant la qual el governador del Banc d'Espanya, Luis Ángel Rojo, va admetre que va ser un greu error de la inspecció no detectar a temps la crisi i va xifrar en 200.000 milions de pessetes (1.202 milions d'euros) el cost del sanejament a càrrec del diner públic.
- Banesto era una entitat que tenia set milions de clients, mig milió d'accionistes, 15.000 treballadors i 50 empreses participades.

## Inici de les reclamacions
El 26 de març de 1994 els accionistes del banc van decidir, en junta d'accionistes extraordinària, presentar una acció social de responsabilitat civil contra Mario Conde. El 15 de novembre la fiscalia es querella contra Conde, vuit ex consellers i un exdirector general, donant començament el cas Banesto. El 23 de desembre Mario Conde i Arturo Romaní ingressen a la Presó d'Alcalá Meco en presó preventiva, acusats d'un delicte d'estafa, surten el 30 de gener de 1995, després de dipositar una fiança de 2.000 i 1.000 milions de pessetes, respectivament.

## Sentència judicial
El 31 de març de 2001 l'Audiència Nacional, condemna a Conde a 10 anys i dos mesos pels delictes d'estafa i apropiació indeguda i l'obliga a tornar 7.200 milions de pessetes a Banesto. La defensa recorre al Suprem, i Conde evita la presó amb una fiança de 500 milions de pessetes.
El 29 de juliol de 2002 el Tribunal Suprem augmenta les penes, Conde és condemnat a 20 anys de presó, (que complirà inicialment a la Presó d'Alcalá Meco, però el 2008 li donen el tercer grau, anant a dormir al Centre Victoria Kent). L'ex vicepresident del banc, Arturo Romaní, és condemnat a una pena de 13 anys i vuit mesos de presó. Els altres implicats, Fernando Garro, Pérez Escolar, Jacques destralons i Enrique Lasarte van ser condemnats a 6, 10, 4 i 4 anys de presó, respectivament. A més, Conde, Romaní, Garro i Pérez Escolar havien de pagar a Banesto 7.200 milions de pessetes (43,27 milions d'euros).